# VŠ Bratislava
VŠ Bratislava byl slovenský hokejový klub existující v letech 1935 až 1951. Byl to první bratislavský tým, který hrál v nejvyšší československé hokejové lize a to hned v jejím druhém ročníku 1937/1938. Po válce působil v lize ještě tři ročníky spolu s dalším bratislavským klubem ŠK Bratislava (Slovan Bratislava), do kterého většina hráčů přestoupila v letech 1949 až 1950 a následně klub zanikl.